# Editora Nemo
Editora Nemo é uma editora brasileira, parte do Grupo Editorial Autêntica, especializada na publicação de histórias em quadrinhos. A editora começou seus trabalhos em julho de 2011 com a coordenação de Wellington Srbek. Ganhou por duas vezes consecutivas o Troféu HQ Mix de "editora do ano", em 2013 e 2014.